# Karl von Heim

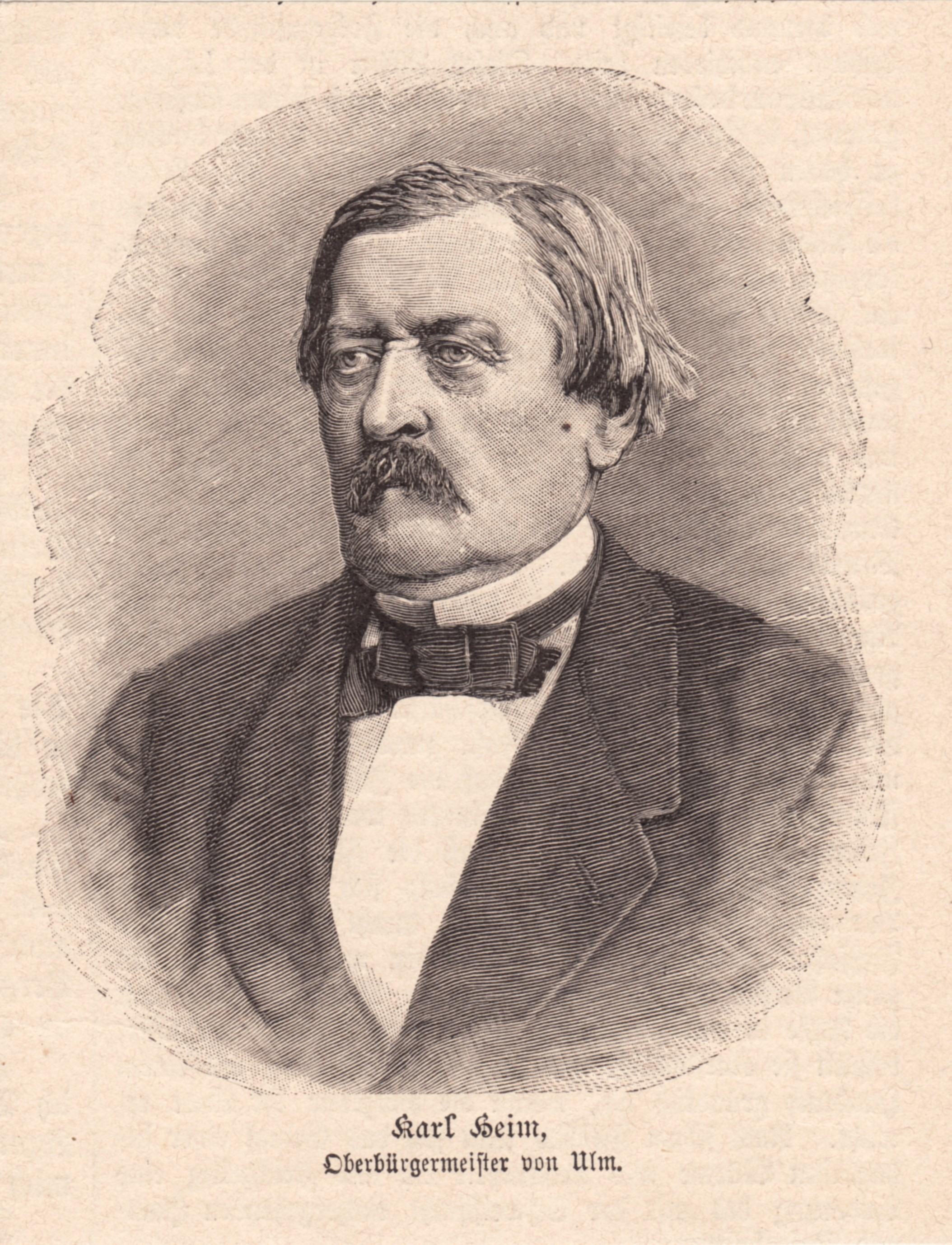
Karl Heim, Oberbürgermeister von Ulm

Karl Heim, auch Carl Heim und ab 1868 von Heim (* 20. Dezember 1820 in Walddorf bei Tübingen; † 8. April 1895 in Ulm), war Jurist, Oberbürgermeister von Ulm und Mitglied des Deutschen Reichstags.

## Eltern und Familie
Karl Heim war das dritte von neun Kindern des Walddorfer Schultheißen Johann Georg Heim (1791–1837). Sein Vater war von 1824 bis 1837 im Amt und erhielt am 16. April 1835 die goldene „Civil-Verdienst-Medaille“. Seine Mutter war Maria Barbara geb. Heim (1793–1840), eine Tochter des Walddorfer Ochsenwirts Carl Heim. Nachdem zwei seiner Ehefrauen jeweils nach wenigen Ehejahren im Kindbett gestorben waren, heiratete Karl Heim am 27. Juli 1867 in Ulm Katharina Dorothea Bürglen, die ältere Schwester seiner zweiten Ehefrau (1833–1889). Aus dieser dritten Ehe ging 1864 sein Sohn Ferdinand hervor, der Vater des Wehrmachtsgenerals Ferdinand Heim (1895–1971).

## Leben und Wirken

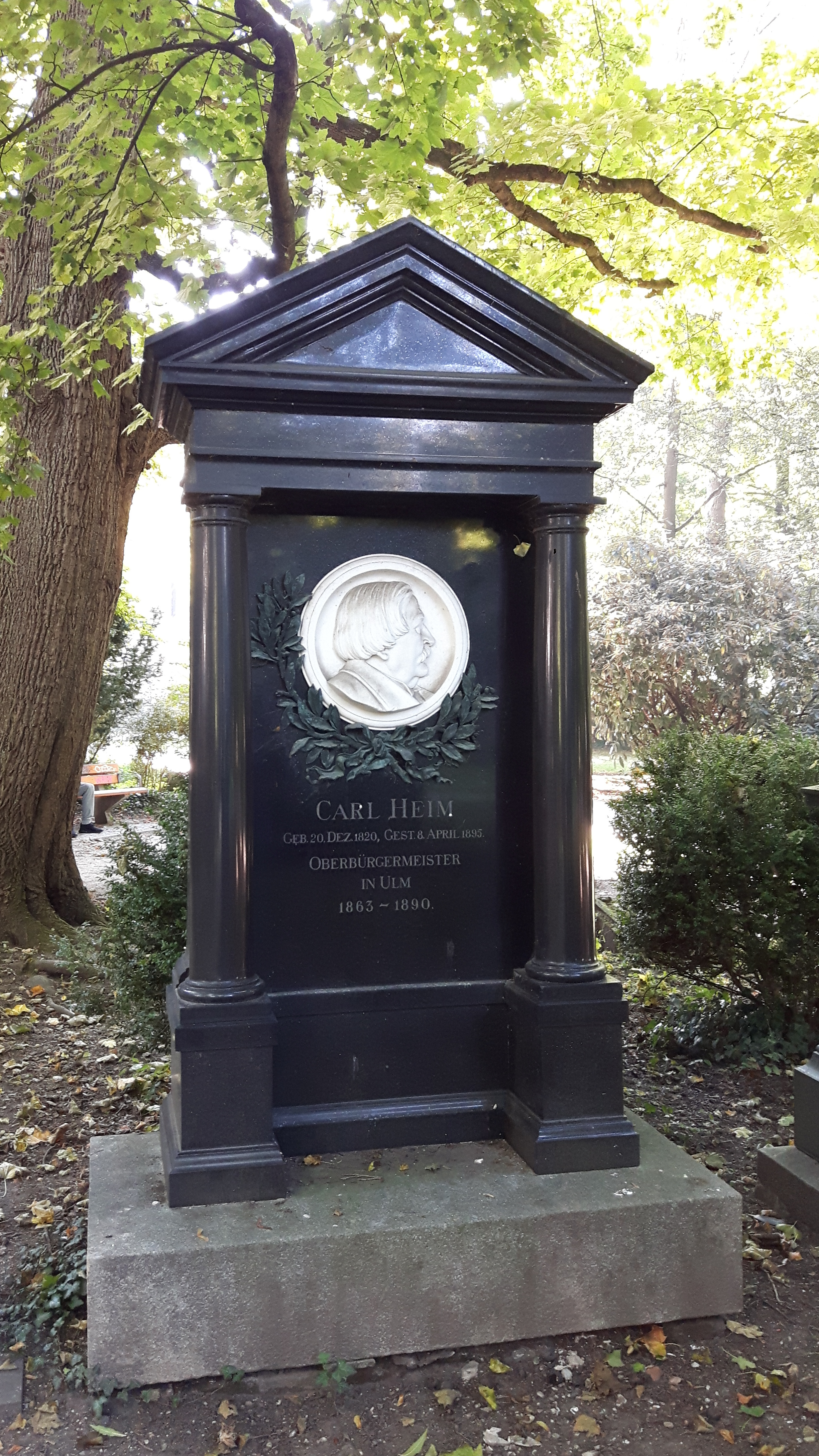
Grabdenkmal auf dem Alten Friedhof in Ulm

Heim besuchte die Lateinschulen in Nürtingen und Tübingen. Nach der Konfirmation arbeitete er als Notariatsgehilfe bei Notar Wiedersheim in Walddorf. Am 11. November 1840 erfolgte seine Immatrikulation an der Universität Tübingen, wo er inklusive seiner Referendarzeit bis 1846 Rechtswissenschaften studierte. Im Mai 1846 bestand Heim die zweite Justizdienstprüfung. Anschließend wurde er zunächst zum provisorischen Gerichtsaktuar in Weinsberg bestellt und am 18. Juni 1846 in diesem Amt bestätigt. Im Jahr 1849 war Karl Heim Oberamtsgerichtsverweser in Langenburg und 1850 in Oberndorf am Neckar. In Oberndorf erfolgte am 30. Januar 1851 seine Ernennung zum Oberamtsrichter. Am 23. Februar 1854 wurde er zum Oberjustizrat am Gerichtshof in Ulm ernannt.
Am 21. April 1863 erfolgte die Wahl Heims zum Stadtschultheißen von Ulm mit 2.080 Stimmen. Die erbetene Entlassung aus dem Staatsdienst wurde am 28. Mai 1863 erteilt. Seine Amtseinführung erfolgte am 27. Juli 1863. Am 27. September 1864 verlieh der württembergische König ihm den Titel „Oberbürgermeister“. Dieses Amt übte Heim bis Ende 1890 aus. Herausragende Leistungen seiner Amtszeit waren die Fertigstellung des Münsterausbaus sowie die Verbesserung der Kanalisation und der Trinkwasserversorgung.
Mit der Verleihung des Ritterkreuzes des Ordens der Württembergischen Krone wurde Karl Heim 1868 in den persönlichen Adelsstand erhoben und führte fortan den Nachnamen von Heim. Von 1877 bis 1881 war er Mitglied des Deutschen Reichstags für den Wahlkreis Württemberg 14 (Ulm, Heidenheim, Geislingen) und die Deutsche Reichspartei.
Am 24. November 1890 bat von Heim auf Grund seines angegriffenen Gesundheitszustands um Versetzung in den Ruhestand zum Jahresende. Zu seinem Nachfolger wurde 1891 Heinrich von Wagner gewählt.
In der Nacht vom 8. auf den 9. April 1895 starb Karl von Heim in Ulm und wurde am 11. April auf dem Alten Friedhof in Ulm bestattet. Die Trauerrede hielt Dekan Bilfinger. Heims aus dunklem Granit gefertigtes Grabdenkmal mit einem Bildnis-Medaillon aus weißem Marmor ist erhalten.

## Ehrungen
Karl von Heim erhielt unter anderem folgende Auszeichnungen und Ehrungen:

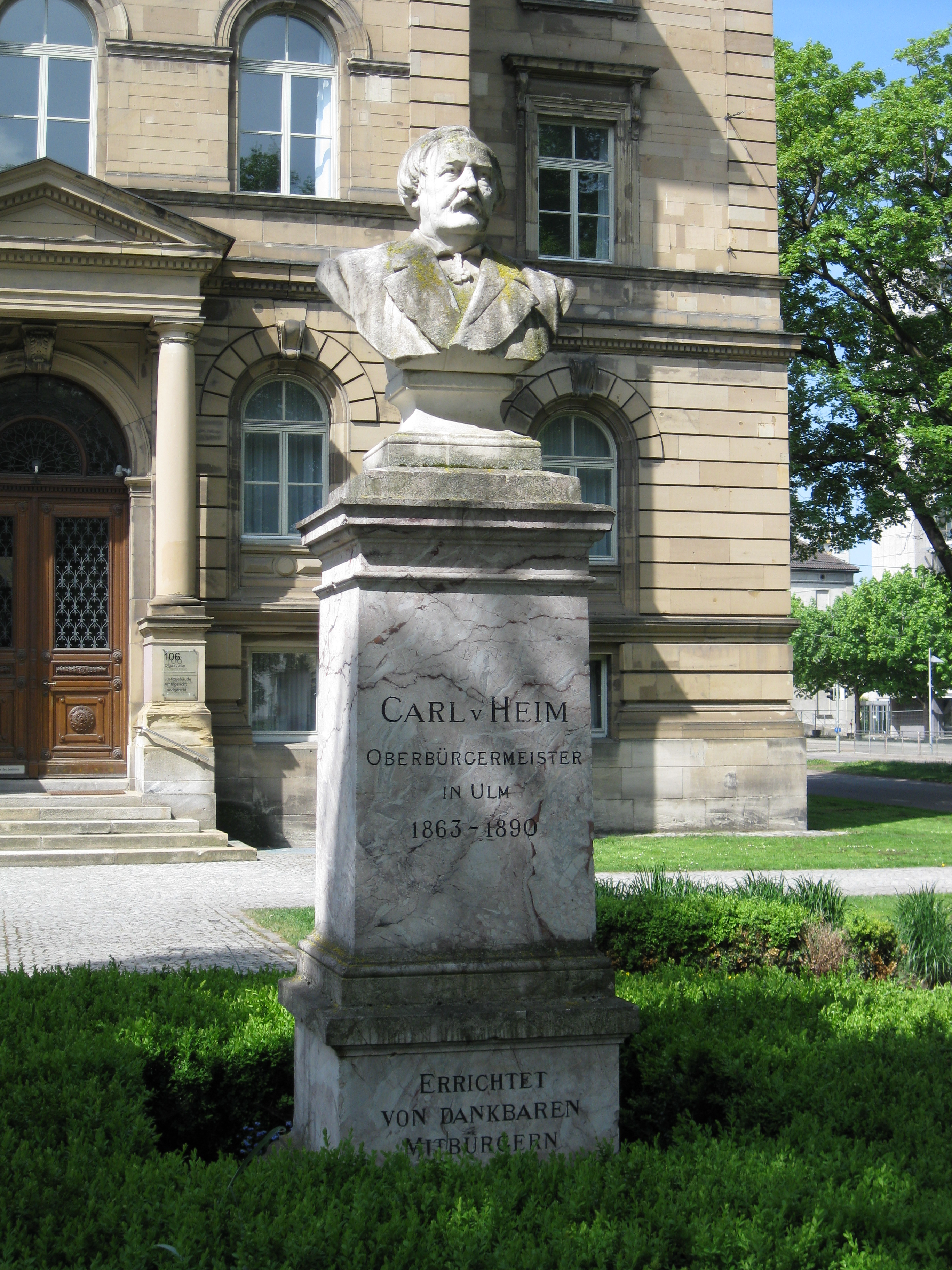
Das Karl-von-Heim-(Carl v Heim)-Denkmal vor dem Justizgebäude in Ulm

- 1864: Ritterkreuz des Friedrichsordens
- 1868: Ritterkreuz des Ordens der Württembergischen Krone
- 1871: Olga-Orden
- 1871: Ritterkreuz 1. Klasse mit Eichenlaub des Badischen Ordens vom Zähringer Löwen
- 1871: Ritterkreuz des bayerischen Verdienstordens vom heiligen Michael
- 1888: Ernennung zum Ehrenbürger Ulms anlässlich des 25-jährigen Dienstjubiläums
- 1889: Kommenturkreuz des Ordens der Württembergischen Krone
- 1890: Kommenturkreuz des Friedrichsordens
- preußischer Kronenorden II. Klasse
- Am 5. Juli 1897 wurde auf dem Ulmer Karlsplatz das Karl-von-Heim-Denkmal eingeweiht. Es steht inzwischen beim Justizgebäude in einer Grünfläche gegenüber der Einmündung der nach ihm benannten Heimstraße in die Straße Hafenbad.
- 1900: Benennung einer Ulmer Straße (Heimstraße) nach dem verstorbenen Oberbürgermeister
- Außerdem war Karl von Heim Ehrenmitglied des Veteranenvereins „Prinz Hermann zu Sachsen-Weimar“ und des Kriegervereins „Königin Olga“.